# Шиоагард
Шиоагард — деревня на юге Венгрии (венг. Sióagárd), расположенная в медье Тольна (Tolna megye) в восьми километрах от города Сексард (Szekszárd) в месте соединения рек Шио и Шарвиз.
Ближайшая трасса — 65-е шоссе.
Входит в европейский «Винный маршрут». Насчитывает 345 винодельческих дворов.
Население 1246 человек по состоянию на январь 2012 года.

## История
Считается, что в этом месте люди жили несколько тысяч лет. Местность богатая водными ресурсами, благодаря протекающим рядом рекам Шио (венг. Sió) и Шарвиз (венг. Sárviz). Здесь находят древние керамические изделия, а также изделия из бронзы.
Уже в средние века жители Шиоагарда разводили рыб и занимались рыболовством. Также, здесь занимались и обычным сельским хозяйством, но, ещё в 18 веке было признано, что вокруг реки Шарвиз почвы низкого качества, и культивировать их трудно даже современными средствами. Расширение животноводства затруднено ограниченностью территории посёлка.
После пятнадцатилетней разрушительной турецкой оккупации, Шиоагард был практически полностью уничтожен. В 1715 году на этом месте поселились сербы. В 1720 году начали появляться венгерские семьи. Позже, все сербы покинули это селение и остались только венгры.
В 1879 году произошли местные земельные реформы, которые уточнили статус недвижимости и земель, а также разграничили функции и влияние Сексарда. Это означало избавление жителей от феодальных повинностей и появления возможности капиталистического развития. Начало 19 века ознаменовалось появлением местной буржуазии. Были построены новые дома при которых были артезианские скважины. Началось активное производство вина и паприки.
После Второй Мировой войны потребовались рабочие для промышленных предприятий в крупных городах и многие крестьянские хозяйства закрылись.
В наши дни всё больше людей переезжают из крупных городов в Шиоагард богатый природной красотой, культурными традициями.

## Население
| Год  | Численность | Численность |
| ---- | ----------- | ----------- |
| 2013 | 1236        | [ 3 ]       |
| 2014 | 1226        | [ 4 ]       |
| 2015 | 1239        | [ 5 ]       |
| 2021 | 1138        | [ 6 ]       |
| 2022 | 1212        | [ 7 ]       |
| 2023 | 1183        | [ 8 ]       |
| 2024 | 1186        | [ 2 ]       |